# Hämolytische Anämie
Als hämolytische Anämie bezeichnet man alle Formen der Blutarmut (Anämie), bei denen die roten Blutkörperchen ihre normale Lebensdauer nicht erreichen.

## Ursachen
Man unterscheidet als Ursachen Veränderungen der Blutkörperchen selbst (korpuskuläre Ursache) und von den Blutkörperchen unabhängige Ursachen (extrakorpuskuläre Ursache).

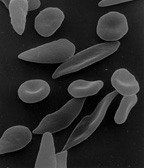
Verformte Erythrozyten bei Sichelzellanämie

### Korpuskuläre hämolytische Anämien
Korpuskulären hämolytischen Anämien liegt meist ein genetischer Defekt eines der Bestandteile der Erythrozyten zugrunde. Handelt es sich um einen Defekt der Zellmembran, so treten, je nachdem, welches Protein durch die Mutation betroffen ist, eine Kugelzellenanämie (Sphärozytose, bei einem Defekt im Zytoskelett, genauer Spektrin oder Ankyrin), eine Elliptozytose (defektes Spektrin oder Protein 4.1), eine Stomatozytose (genauer Defekt unbekannt) oder eine Akanthozytose (Abwesenheit von Apolipoprotein B) auf. Die Paroxysmale nächtliche Hämoglobinurie (PNH) resultiert ebenso aus einem Defekt der Zellmembran, aufgrund einer erworbenen Mutation des pig-A Gens ist die Bindung mehrerer Proteine mit der äußeren Zellmembran mangelhaft. Infolgedessen wird durch den pH-Abfall des Blutes in der Nacht (daher der Name) die Hämolyse begünstigt. Die PNH tritt mit einer jährlichen Inzidenz von weniger als 1/100.000 auf. Eine weitere Ursache kann der Mangel eines der Enzyme innerhalb der Erythrozyten sein (Glucose-6-Phosphatdehydrogenase-Mangel (Favismus) oder Pyruvatkinasemangel). Letztendlich können Defekte in der Synthese von Hämoglobin, die so genannten Hämoglobinopathien, zur Lysis von Erythrozyten und zur daraus resultierenden Anämie führen. Besonders hervorgehoben seien hier die Thalassämien und die Sichelzellanämie.

### Extrakorpuskuläre hämolytische Anämien
Extrakorpuskuläre hämolytische Anämien werden durch Ursachen außerhalb der Erythrozyten verursacht. Zum einen betrifft dies die mechanische Zerstörung der Zellen, zum Beispiel an künstlichen Herzklappen oder infolge mikroangiopathischer Prozesse, insbesondere bei der Disseminierten intravasalen Koagulopathie, bei einer Thrombotisch-thrombozytopenischen Purpura und beim Hämolytisch-urämischen Syndrom. Plasmodien, die Erreger der Malaria, vermehren sich in roten Blutkörperchen und zerstören diese letztendlich. Weiterhin können Chemikalien wie Kupfer und Blei, aber auch Toxine wie Schlangen- und Spinnengifte oder Bienenstiche zur Hämolyse führen. Zudem können hämolytische Anämien in seltenen Fällen als Komplikationen von Clostridiuminfektionen auftreten. Bei Immunhämolysen werden die Erythrozyten durch eigene oder fremde (Graft-versus-Host-Reaktion) Abwehrreaktionen zerstört. Dies kommt entweder als Reaktion auf ein fremdes Antigen bei Transfusionsreaktionen oder bei inkompatiblen Rhesus-Faktoren zwischen Mutter und Fetus (Morbus haemolyticus neonatorum) oder als Autoimmunerkrankung gegen eigene auf den Zellen gelegene Antigene vor. Diese autoimmunhämolytischen Anämien werden in einen warmen und einen kalten Typ unterschieden. Beim warmen Typ (70 % aller Patienten) binden IgG-Antikörper („Wärmeagglutinine“ bzw. „Wärmehämolysine“) an die Oberfläche der roten Blutkörperchen und sorgen somit dafür, dass diese in der Milz aus der Zirkulation entfernt werden. Ursachen sind entweder idiopathisch oder Autoimmunerkrankungen wie systemischer Lupus erythematodes, rheumatoide Arthritis oder auch chronische lymphatische Leukämie. Beim kalten Typ binden im peripheren Kreislauf infolge von Kälteeinwirkung IgM-Antikörper (Kälteagglutinine bzw. „Kältehämolysine“) an die Erythrozyten und verursachen dadurch eine Agglutination (Verklumpung) der Zellen, was zu schmerzhafter Akrozyanose (Blaufärbung der Körperanhänge) führt. Dies kann ebenso idiopathisch, als Folge von Infektionen mit Mycoplasma pneumoniae, beim Pfeiffer-Drüsenfieber oder bei den lymphoproliferativen Krankheiten auftreten. Nach Virusinfekten im Kindesalter kann es ebenso, vermittelt durch IgG-Antikörper, akut zur so genannten bithermischen Hämolyse kommen. Diese geht aber in der Regel nach Abklingen des Infekts ohne Komplikationen zurück. Bei der paroxysmalen nächtlichen Hämoglobinurie werden die Erythrozyten durch das Komplementsystem zerstört.

## Klinische Erscheinungen und Diagnostik
Es zeigen sich die üblichen Symptome der Blutarmut wie Leistungsminderung, Schwäche, rasche Ermüdung, Schwindel, Ohrensausen, Blässe von Haut und Schleimhaut sowie ggf. bei Erhöhung des indirekten Bilirubins im Blut eine Gelbfärbung von Haut und Skleren (=Ikterus). Der Gallenfarbstoff wird dabei vermehrt über Stuhl und Urin ausgeschieden, weshalb beide dabei eine dunkle Farbe haben können. Diagnostisch sind insbesondere eine Erhöhung der Retikulozytenzahl, eine Polychromasie und eine Zunahme der Erythroblasten im Knochenmark wegweisend.

## Verlauf
Zu einem Abfall der Anzahl der roten Blutkörperchen im Blut kommt es, wenn deren Abbau so stark beschleunigt ist, dass er nicht mehr durch eine Mehrproduktion im roten Knochenmark ausgeglichen werden kann. Die Zahl der Retikulozyten ist daher typischerweise erhöht, ebenfalls der Eisengehalt des Blutes und auch die Milz ist oft aus dem gleichen Grund vergrößert (Splenomegalie).

## Therapie
Die Therapie ist grundsätzlich abhängig von der Ursache. Bei korpuskulären Formen kann in vielen Fällen symptomatisch eine Milzentfernung angezeigt sein. Bei extrakorpuskulären Formen, die durch Autoantikörper ausgelöst sind, wird beispielsweise ein Corticoid (z. B. Prednisolon) eingesetzt und bei infektbedingten (z. B. im Rahmen einer Malaria tropica) ist eine spezifische Behandlung der auslösenden Erkrankung notwendig.
In Fällen schwerer Blutarmut kann symptomatisch die Gabe von Fremdblut (Bluttransfusion) notwendig werden, der Einsatz von Erythropoetin ist aufgrund des hohen Nebenwirkungsrisikos restriktiv zu handhaben.